# 다마사키 신사
다마사키 신사(일본어: 玉前神社, たまさきじんじゃ 다마사키 진자[*])는 일본의 신사 중 하나이다. 지바현 조세이군 이치노미야정에 있으며, 다마요리히메를 모시고 있다. JR 동일본 소토보 선 가즈사이치노미야역에서 걸어서 7분 거리에 있다.
전투가 잦았던 센고쿠 시대 (16세기 중반)에 기록소를 비롯한 원래 신사의 대부분 시설이 불에 타 없어져서 창건 시기에 관한 기록은 남아있지 않다.

## 같이 보기
- 이치노미야